# 蔡允恭
蔡 允恭（さい いんきょう、生没年不詳）は、中国の唐の文学者・政治家。本貫は荊州江陵県。秦王府十八学士のひとりに挙げられた。

## 経歴
後梁の左民尚書蔡大業の子として生まれた。美形で知られ、詩を得意とした。隋に仕えて、著作佐郎・起居舎人を歴任した。煬帝が詩を賦すと、必ず允恭に朗読させた。また允恭に宮女に対して詩を教えさせた。允恭はこのことを恥じて、たびたび仮病を使って召しに応じなかった。内史舎人に任ぜられ、宮殿に入って宮人に教えるよう求められたが、固辞した。このため疎んじられるようになった。煬帝が江都で殺害されると、宇文化及に従って西上し、竇建徳に捕らえられた。唐が河北を平定すると、唐に帰順して李世民の下で秦王府参軍・文学館学士となった。貞観初年、太子洗馬に任ぜられ、まもなく致仕し、家で亡くなった。著に『後梁春秋』があった。

## 伝記資料
- 『旧唐書』巻190上 列伝第140上 文苑上「蔡允恭伝」
- 『新唐書』巻201 列伝第126 文芸上「蔡允恭伝」